# Viadukt v Gjirokastëru

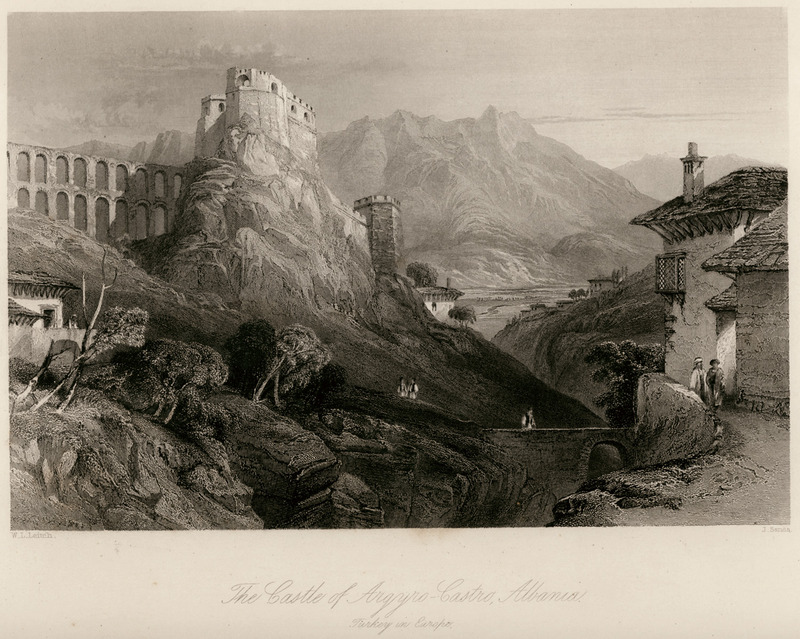
Most (vlevo) na ilustraci Thomase Malloma z roku 1836 (vlevo).

Viadukt v Gjirokastëru (albánsky Ujësjellësi e kalaja e Gjirokastrës, také Dunavatský most, albánsky Urat ne Dunavat) byl kamenný viadukt, který se nacházel v uvedené jihoalbánském městě. Jeho existence je zachycena na starých obrazech a fotografiích. 
Vysoký most byl zbudován pro zajištění vody do pevnosti (kalaja) v historickém městě. Nejspíše vznikl již ve 12. století, přebudován byl v letech 1812 až 1813 z rozhodnutí Ali Paši Tepelenského. Pro městskou pevnost byla přiváděna voda z nedalekého pohoří Sopot, které se nachází západně od města. Systém kanálů byl dlouhý 12 km. Návrh mostu vypracoval dvorní stavitel Aliho Paši, Petro Korçari. Most byl postaven na masivních kamenných pilířích, nápadný byl díky dvojitým obloukům. 
V roce 1848 zaznamenal most při svých cestách po území dnešní Albánie britský ilustrátor a spisovatel Edward Lear. V druhé polovině 19. století došlo k propadu několika oblouků a před první světovou válkou byly dochovány pouze pilíře a několik málo oblouků. Na konci 20. let 20. století město nařídilo zbytky stavby odstranit. V současné době existuje v blízkosti pevnosti pouze torzo základů jednoho z pilířů poblíž gjirokastërské pevnosti.